# Зелеківка
Зеле́ківка — село в Україні, у  Біловодській селищній громаді Старобільського району Луганської області. Стара назва — хутір Зеликів — з 1695 року, село Зеликівка — з 1918 року.
Населення становить 798 осіб.

## Історія
Заснований у 1695 році як хутір Зеликів, статус села та нову назву присвоєно у 1918 році.
У 1932—1933 роках на Луганщині, як і на інших українських землях сталінський режим запровадив штучно створений Голодомор. Село Зелеківка повністю вимерло і його заселили переселенцями з польського кордону. За свідченнями очевидців через те, що всі повмирали, не було навіть людей, які б змогли вирити яму, і тому померлих кидали у криниці і колодязі, і всі криниці і колодязі були закидані трупами. Коли переселенці приїхали до Зелеківки у 1934 році, на вулицях не було ні людей, ні собак, ні котів.

## Населення
За даними перепису 2001 року населення села становило 798 осіб, з них 93,23 % зазначили рідною мову українську, 6,64 % — російську, а 0,13 % — іншу.

### Уродженці
- Чумак Олег Володимирович (нар. 1970) — український важкоатлет, учасник Олімпійських ігор 1996 року, бронзовий призер чемпіонату Європи 1997 року.

## Також
- Перелік населених пунктів, що постраждали від Голодомору 1932-1933, Луганська область